# 오스카르 자바다
오스카르 자바다(폴란드어: Oskar Zawada, 1996년 2월 1일 ~ )는 폴란드의 축구 선수이다. 포지션은 공격수이다.

## 클럽 경력
2021년 2월 14일 제주 유나이티드 입단이 발표되었다.